# Бал с маски
Балът с маски е парти, което често се провежда в елегантен и официален контекст (често атриум или бална зала, направена специално за този тип събитие) и по време на което участниците танцуват, облечени в сложни маски и костюми. Баловете с маски обикновено продължават през нощта и танцьорите могат да свалят маските си, разкривайки по този начин истинската си самоличност, едва след полунощ.

## История
Въпреки че има предшественици в ритуалите на африканските цивилизации и в грандиозните фестивали на костюми от Средновековието, направени за честване на най-богатите класи, първите маскирани балове започват да се празнуват едва в основните европейски градове през XVIII век. Традицията се вкоренява в няколко европейски града, включително Венеция, където по-бедните класи, възползвайки се от анонимността, предоставена им от маските, които скриват лицата им, участват в тези събития, запазени за най-високопоставените. Маскарадните балове продължат да се празнуват по време на Венецианския карнавал и до днес. Швейцарският граф Джон Джеймс Хайдегер, докато е в Лондон, присъства на смятания за един от първите балове от този вид. Според доклада на германеца Йоахим Кристоф Немайц през първата половина на века хиляди хора са участвали в костюмираните балове в Париж. Дори Марди Гра в Ню Орлиънс, който днес е празник за всички, първоначално е бил елитарно събитие, което между XVIII и XIX век е било забранено за чернокожите. Други подобни събития са организирани от Алва Вандербилт (1883) и Труман Капоти (1966). По целия свят все още се празнуват балове с маски по случай Свети Валентин и Нова година.